# Fiscalité en Nouvelle-Calédonie
La Nouvelle-Calédonie, collectivité à statut particulier de la République française dispose de son propre système fiscal qui comprend des impôts directs et indirects perçus principalement par la collectivité. Distinct du système métropolitain, il lui emprunte certains impôts et taxes en les adaptant. 

## Principes
La Nouvelle-Calédonie est compétente, aux termes de la loi organique de 1999 qui fixe son statut, pour établir des impôts et taxes à son profit, ou au profit des provinces, des communes ou d'autres organismes d'intérêt général. 
La perception des impôts et taxes est autorisée, les règles d'assiette et de recouvrement établies par des lois du pays adoptées par le Congrès de la Nouvelle-Calédonie. 
Un code des impôts regroupe toutes ces dispositions. 

## Liste des impôts

### Impôts directs
- Impôt sur les sociétés et les activités minières et métallurgiques
- Impôt sur le revenu
- Contribution foncière sur l'immobilier bâti et non bâti
- Droits d'enregistrement
- Taxe hypothécaire et contribution de sécurité immobilière
- Timbre taxe et taxe de circulation
- Contribution des patentes
- Taxe sur les plus-values immobilières privées

### Impôts indirects
- Droits de licence
- Taxe sur les spectacles et le produit des jeux
- Taxe générale sur la consommation
- Taxe de solidarité sur les services
- Taxe sur les alcools et les tabacs
- Taxe sur l'électricité due par les distributeurs d'énergie électrique
- Taxe de consommation intérieure sur les produits du cru et de fabrication locale
- Taxe sur certains produits alimentaires contenant du sucre
- Contribution exceptionnelle de solidarité (n'est plus perçue actuellement)

### Impôts au profit des provinces et des communes
Les provinces et les communes perçoivent des centimes additionnels à certains impôts de la Nouvelle-Calédonie. 
En outre, elles peuvent percevoir : 
- des taxes et redevances communales sur l'électricité, d'aménagement, sur le produit des jeux et l'immatriculation
- des taxes provinciales sur les communications téléphoniques et sur les nuitées hôtelières.